# Bours (Hautes-Pyrénées)
Bours település Franciaországban, Hautes-Pyrénées megyében. Lakosainak száma 889 fő (2022. január 1.). Bours Aurensan, Aureilhan, Bazet, Bordères-sur-l’Échez, Orleix és Tarbes községekkel határos.

## Népesség
A település népességének változása:
| Lakosok száma | 781  | 800  | 848  | 829  | 847  | 865  | 880  | 888  | 889  |
|               | 2013 | 2015 | 2016 | 2017 | 2018 | 2019 | 2020 | 2021 | 2022 |